# Karim Bibi Triki
 (août 2022).

 Karim Bibi Triki , né le 16 août 1968 à Oran (Algérie), est un haut fonctionnaire et homme politique algérien. Il est, depuis juillet 2021, le Ministre de la Poste et des Télécommunications de l'Algérie.

## Biographie

### Formation
Il est ingénieur d’État en électronique, diplômé en 1991 de l’université des sciences et de la technologie d'Oran à Oran, en Algérie.

### Carrière professionnelle
De juillet 2009 à septembre 2020, il occupe diverses fonctions au sein d'Intel dont celle de directeur général responsable des pays du Maghreb, Égypte & Levant. De 1992 à juillet 2009, il occupe également divers poste chez Alfatrone, entreprise publique algérienne spécialisée dans la conception, la production et la commercialisation de systèmes informatiques.
Il est président-directeur général du Groupe Télécom Algérie de septembre 2020 à juillet 2021.

### Parcours politique
En juillet  2021, le président de le République, Abdelmadjid Tebboune le nomme ministre de la Poste et des Télécommunications.